# Asemostera enkidu
Asemostera enkidu är en spindelart som beskrevs av Miller 2007. Asemostera enkidu ingår i släktet Asemostera och familjen täckvävarspindlar. Inga underarter finns listade i Catalogue of Life.